# ヨウシトラ
ヨウシトラ（楊氏虎、Panthera youngi）は、中国の周口店から化石として発見されたネコ科の大型肉食動物である。更新世（約35万年前）に生息していた。

## 特徴
現生のトラより大型で、下顎骨に特徴があるとされる。ただ大型といっても、現生トラの変異の範囲内であり、本種の有効性に疑問を呈する意見もある。一方で、ホラアナライオンと同一種であり、アメリカライオンと近縁だとする意見もある。

## 分布
中国の周口店の他に、日本の山口県・秋吉台の樋之津採石場で産出しているが、ヨウシトラと思われてきた標本がトラと混同されてきた可能性もある。一方で、同じく山口県で発見されていたネコ科の化石が、従来はトラと見なされてきたが実際には（ホラアナライオンとは別に）ライオン（P. leo）である可能性があるも浮上している。